# 日置祐貴
日置 祐貴（ひおき ゆうき、 1980年 - ）は、日本のテレビディレクター・プロデューサー。フジテレビスタジオ戦略本部第3スタジオ所属。

## 経歴
千葉県松戸市出身。千葉県立東葛飾高等学校、早稲田大学教育学部卒業。大学在学中はお笑いサークル「早稲田大学寄席演芸研究会」に所属して「肉球HOMME」というお笑いコンビを組んでおり、M-1グランプリ2003にてアマチュアながら1回戦を突破した。
2004年にフジテレビジョン入社。入社したその年に『めちゃ×2イケてるッ!』を担当したいという希望が叶い、以来バラエティ制作で『ピカルの定理』『バチバチエレキテる』『ワイドナショー』『ダウンタウンなう』などを担当し、現在は、レギュラー番組で『人志松本の酒のツマミになる話』や『THE SECOND 〜漫才トーナメント〜』で総合演出を務めているほか、『ENGEIグランドスラム』や『THE MANZAI マスターズ』といったフジテレビのお笑い番組のチーフプロデューサーを務めている。

## 担当番組

### 現在

#### レギュラー
- 酒のツマミになる話（総合演出）
- 呼び出し先生タナカ（総合演出→企画・プロデュース）

#### 特番
- 人志松本のすべらない話（総合演出・第33弾 - ）
- IPPONグランプリ（総合演出・第20弾 - ）
- まっちゃんねる（総合演出）
- ドラフトコント（総合演出）
- THE CONTE（総合演出→プロデューサー→チーフプロデューサー）
- THE SECOND 〜漫才トーナメント〜（総合演出）
- ツギクル芸人グランプリ（チーフプロデューサー・2024年 - ）
- ENGEIグランドスラム（チーフプロデューサー・第23弾 - ）
- THE MANZAI マスターズ（チーフプロデューサー・第10弾 - ）
- 新春!爆笑ヒットパレード（チーフプロデューサー・2025年 - ）
- ぴよぴよぴよっぴ。のたまご（チーフプロデューサー・総合演出）
- ビッグオセロ（総合演出）

### 過去
- めちゃ×2イケてるッ!（ディレクター）
- ピカルの定理（ディレクター）
- ナダールの穴（ディレクター）
- バチバチエレキテる（演出）
- カルチュラサークル（演出）
- ワイドナショー（ディレクター）
- 新しい波24（プロデューサー）
- ダウンタウンなう（総合演出・2018年7月 - ）
など

## 出演

### テレビ番組
- ツギクル芸人グランプリ（フジテレビ） - 審査員